# Lucas Favalli
Lucas Gabriel Favalli (Córdoba, Argentina, 16 de julio de 1985) es un exfutbolista argentino. Jugaba de volante. Actualmente trabaja como scouting para el Panathinaikos Futbol Club de Grecia.

## Clubes
| Club                  | País      | Año       | PJ | Goles |
| --------------------- | --------- | --------- | -- | ----- |
| Talleres              | Argentina | 1999-2003 | 0  | 0     |
| Independiente         | Argentina | 2004      | 0  | 0     |
| Racing                | Argentina | 2005      | 0  | 0     |
| Apollon Kalamarias FC | Grecia    | 2006-2008 | 48 | 4     |
| Atromitos             | Grecia    | 2008-2011 | 74 | 6     |
| Levadiakos            | Grecia    | 2011-2012 | 23 | 1     |
| Panetolikos           | Grecia    | 2012-2013 | 42 | 2     |
| Instituto             | Argentina | 2013-2014 | 36 | 9     |
| Huracán               | Argentina | 2014-2015 | 6  | 0     |
| Levadiakos            | Grecia    | 2015      | 9  | 0     |
| Kalloni FC            | Grecia    | 2016      | 8  | 1     |
| Villa Dálmine         | Argentina | 2016-2017 | 24 | 2     |
| Ialysos FC            | Grecia    | 2016-2017 | 1  | 0     |

## Palmarés

### Campeonatos nacionales
| Título         | Club    | País      | Año     |
| -------------- | ------- | --------- | ------- |
| Copa Argentina | Huracán | Argentina | 2013/14 |